# Steel guitar
Il termine steel guitar (letteralmente "chitarra d'acciaio") indica in inglese un tipo di strumenti cordofoni, della famiglia dei liuti.
Le chitarre steel sono affini alla chitarra standard, ma vengono suonate attraverso l'uso di un accessorio detto steelbar o tonebar, tradizionalmente costruito con l'acciaio, da cui il termine, che si fa scivolare sulle corde.
Lo steelbar ha un profilo cilindrico e una finitura levigata, per favorire i tipici movimenti di slide (glissata) e slant (scivolamento obliquo).
Talvolta il materiale usato è uno spezzone cilindrico di vetro, detto bottleneck (collo di bottiglia) oppure materie ceramiche o fibre di carbonio.
Le tecniche della steel guitar si svilupparono nelle Hawaii tra la fine del XIX secolo e l'inizio del XX, sotto l'influenza di liutai immigrati iberici.
Le steel guitar fanno parte della tradizione musicale statunitense (interessando in particolare i generi country, blues, western swing) e della musica hawaiana, in particolare quella degli anni trenta e quaranta, resa popolare dalla moda esotica e da molti film hollywoodiani dell'epoca, come "Honolulu".

## L'influenza sul blues
Già nei primi anni del 900 W.C. Handy aveva notato che molti chitarristi di blues rurale cercavano di imitare i chitarristi hawaiani facendo scivolare colli di bottiglia o lame di coltello sulle corde (slide guitar).
Questo espediente permetteva di alternare glissati in stile hawaiano con il normale pizzicato delle dita o del plettro.
Il suono della steel guitar elettrificata ha caratterizzato in particolare una parte del Chicago blues e del blues rock bianco: i grandi interpreti dello strumento in questo genere sono Elmore James, Hound Dog Taylor, J. B. Hutto, Duane Allman, Ry Cooder, George Thorogood, Johnny Winter. A questi artisti storici si aggiunge oggi lo svizzero Joe Colombo e gli americani Ben Harper e Eric Sardinas.

## I protagonisti
Prescindendo dal leggendario Joseph Kekuku, di cui restano pochissime incisioni, i maggiori esponenti dello stile hawaiano originario furono Frank Ferera (1885-1951), musicista hawaiano di origine portoghese, e gli autoctoni polinesiani Sam Ku West, Andy Iona e Sol Hoopii, innovatori della steel-guitar acustica, di tipo Dobro o National.
Hoopii, notevole virtuoso, rese in seguito popolare la moderna lap steel guitar elettrificata.
La popolarità dello strumento negli anni trenta era tale che molti chitarristi continentali, come Roy Smeck, Alvino Rey e Andy Sannella si specializzarono nello strumento, introducendo influenze tipicamente americane e contribuendo allo stile del pop polinesiano, o "hapa-haole".
Numerosi artisti mainstream, da Louis Armstrong a Bing Crosby vollero incidere dischi di sapore esotico facendosi affiancare dai migliori strumentisti polinesiani.
In seguito la steel-guitar elettrica venne accolta con entusiasmo nell'ambito Western Swing, nel quale si distinsero virtuosi come Bob Dunn, Leon McAuliffe, Earl "Joaquin" Murphey, Noel Boggs, Speedy West e Herbie Remington.
Dopo molte resistenze da parte del pubblico più conservatore, la steel entrò in maniera stabile nella strumentazione del country mainstream, soprattutto negli anni'60, e nella versione con pedali.
In Italia ebbero qualche popolarità i fratelli italo-americani Santo e Johnny Farina, ovvero il duo Santo & Johnny, dove Santo suonava la chitarra steel e Johnny la chitarra elettrica tradizionale, in funzione di accompagnamento ritmico.
Anche se la chitarra steel è legata al country e al blues, negli ultimi decenni ha contaminato diversi generi musicali, quali soprattutto il rock progressivo (in questo ambito, importanti esponenti sono stati Steve Howe degli Yes, David Gilmour dei Pink Floyd, Jimmy Page dei Led Zeppelin, Jordan Rudess dei Dream Theater nella suite Octavarium) e, per l'Italia, Dodi Battaglia dei Pooh.
Negli Stati Uniti esiste una specifica "Steel Guitar Hall of Fame", che onora i più importanti personaggi dell'ambito.
Va rammentato che aziende come la Rickenbacker, la Dobro e la National hanno legato il loro sviluppo alla produzione di strumenti hawaiani, e lo stesso Leo Fender esordì nella produzione di chitarre con strumenti lap-steel, col marchio K & F, e in seguito a suo nome (Stringmaster).

## Lo strumento
Le chitarre steel hanno una meccanica simile a quella della chitarra, con corde tese fra un capotasto ed un ponte, con una action elevata, solitamente un centimetro circa.
Le tastiere hanno solo funzione di riferimento, e solitamente non hanno veri e propri tasti metallici.
Nelle versioni più classiche, sono equipaggiate con 6 corde, ma spesso e volentieri si arriva a 7, 8, 10 e persino 12.
L'accordatura riveste un ruolo molto importante: l'uso del tonebar o del bottleneck obbliga, infatti, a usare un'accordatura aperta, di non sempre agevole utilizzo.
Quindi esistono molteplici schemi di accordatura, a seconda dello stile musicale e del gusto e la tecnica personale del musicista.
Oltre al caratteristico glissato, è possibile ottenere frazioni di tono, come accade su altri strumenti senza tasti (fretless) come il violino.
Al pari di quest'ultimo, l'intonazione della nota è affidata all'esecutore, che deve impostare la barretta sul giusto punto della corda per ottenere l'intonazione desiderata.
Il suono prodotto da questo strumento è di grande effetto, vista la possibilità di trasporre in un solo gesto interi accordi (block-chords), ottenere trilli, armonici ed altri effetti.
Le prime chitarre elettriche (oltre che solid-body) di tutti i tempi erano chitarre lap steel: la Rickenbacker, modello Frying Pan ("padella per frittura"), e la National Hawaiian (Lyre) prodotte nei primi anni trenta.
Altri modelli storici o di grande successo comprendono la Rickenbacker B "Electro-Hawaiian" (dal curioso corpo in bakelite), la National New-Yorker, la Gibson Console Grand, e la Fender Stringmaster.

## Tipologie
- La chitarra resofonica, acustica, detta abitualmente dobro (dal nome della marca produttrice più famosa), che è morfologicamente simile ad una normale chitarra e che si appoggia al corpo nel modo consueto (cioè con il piano armonico parallelo al torso del musicista), oppure in posizione orizzontale grazie ad un'apposita cinghia.

- La lap steel guitar (dall'inglese lap, "grembo"), detta così perché si suona appoggiata sulle gambe. Può essere elettrificata.

- Evoluzione della lap steel guitar è la console, o consolette o table steel guitar (che al grembo del musicista sostituisce un sostegno con quattro piedi che permette di suonare, volendo, in piedi) e la pedal steel guitar, una table equipaggiata con una meccanica complessa che permette attraverso dei pedali di passare da un'accordatura ad un'altra mentre si sta suonando.

Un'alternativa per avere più accordature disponibili è lo strumento a manici multipli, due o anche tre.

## Marche
Tra le case produttrici più famose di steel guitar troviamo:
- Weissenborn (acustiche)
- Dobro (acustiche resofoniche)
- National
- Rickenbacker
- Gibson
- Epiphone
- Fender
- Silvertone
- Valco (marche Valco / Supro / Oahu)
- Bigsby
- Emmons